# Stenotrema cohuttense
Stenotrema cohuttense är en snäckart som först beskrevs av G. H. Clapp 1914.  Stenotrema cohuttense ingår i släktet Stenotrema och familjen Polygyridae. Inga underarter finns listade i Catalogue of Life.